# Безана ин Брианца
Беза̀на ин Бриа̀нца (на италиански: Besana in Brianza, на западноломбардски: Besana, Безана) е град и община в Северна Италия, провинция Монца и Брианца, регион Ломбардия. Разположен е на 336 m надморска височина. Населението на общината е 15 582 души (към 2010 г.).
До 2004 г. общината е част от провинция Милано.